# جولیو پلی‌گس‌ولو
جولیو پلی‌گس‌ولو (انگلیسی: Julio Pleguezuelo؛ زادهٔ ۲۶ ژانویهٔ ۱۹۹۷) بازیکن فوتبال اهل اسپانیا است.
از باشگاه‌هایی که در آن بازی کرده‌است می‌توان به باشگاه فوتبال آرسنال، باشگاه فوتبال رئال مایورکا، و باشگاه فوتبال بارسلونا اشاره کرد.
وی همچنین در تیم‌های ملی فوتبال زیر ۱۶، ۱۷، ۱۸ سال اسپانیا بازی کرده‌است.